# Юрмис
Юрми́с (рос. Юрмыс) — присілок у складі Шалинського міського округу Свердловської області.
Населення — 31 особа (2010, 18 2002).
Національний склад станом на 2002 рік: росіяни — 100 %.